# 유기 반도체
유기 반도체(有機半導體, 영어: organic semiconductor)는 탄소와 수소 원자 혹은 질소, 황 및 산소와 같은 헤테로원자로 이루어진 파이 결합 분자 또는 중합체에 의해 만들어진 고체를 말한다. 유기 반도체는 분자 결정이나 비정질 박막의 형태로 존재한다. 일반적으로, 유기 반도체는 절연체로 존재하지만 적절한 전극이나 도핑, 광여기에 의해 전하가 주입되면 반도체 역할을 한다.

## 일반적 특성
비유기 반도체에서 원자가띠와 전도띠, 즉, 띠틈 사이의 에너지 차이가 일반적으로 1~2eV 인 반면, 분자 결정에서는 에너지 차이가 약 2.5~4eV이다. 이는 유기 반도체가 통상적인 반도체보다는 절연체에 더 가깝다는 것을 의미한다. 유기 반도체는 전하 운반체가 전극으로 주입되거나 도핑 또는 광여기를 통해 생성되었을 때 반도체의 역할을 하게 된다.

## 같이 보기
- 반도체